# Nyemoh
Nyemoh is een bestuurslaag in het regentschap Semarang van de provincie Midden-Java, Indonesië. Nyemoh telt 1636 inwoners (volkstelling 2010).